# Parti populaire allemand de la liberté
Le Parti populaire allemand de la liberté (Deutschvölkische Freiheitspartei, DVFP, quelquefois traduit en français par « Parti raciste (allemand) de la liberté », ou « Parti national-populaire allemand pour la liberté » ou encore « Parti nationaliste allemand de la liberté ») est un parti politique allemand actif pendant la république de Weimar. C'est un parti d'extrême droite, völkisch (c’est-à-dire germano-nationaliste, ethnopopuliste, raciste) et antisémite.

## Histoire
Le DVFP est fondé le 16 décembre 1922 par Wilhelm Henning (en), Reinhold Wulle et Albrecht von Gräfe, des exclus du Parti national du peuple allemand (DNVP). Des personnalités de droite comme Ernst zu Reventlow, Theodor Fritsch, le colonel Xylander (de) et Artur Dinter rejoignent rapidement le parti, ainsi que des membres du Deutschvölkischer Schutz- und Trutzbund.
Après que le Parti national-socialiste a été supprimé en 1924, il fédère certains de ses anciens membres, au sein du Parti national-socialiste de la liberté (NSFB), chose qu'approuve par exemple Erich Ludendorff. Cependant, quand le parti nazi est à nouveau autorisé, en 1925, le DVFP devient son rival.